# 허버트 제미슨

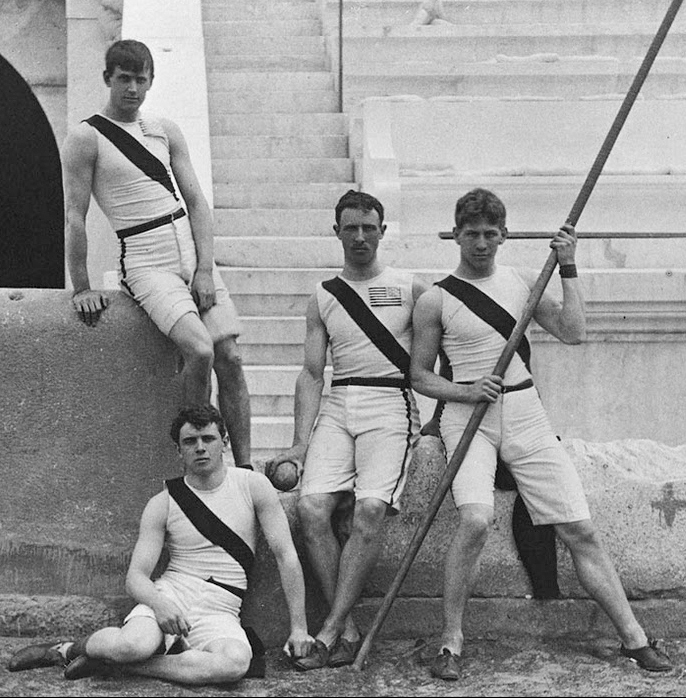

허버트 브라더슨 제미슨(영어: Herbert Brotherson Jamison, 1875년 7월 19일 ~ 1938년 11월 22일)은 미국의 육상 선수이다. 그는 아테네에서 열린 1896년 하계 올림픽에 참가했다.
제미슨은 400m에서 은메달을 차지했다. 예선전에서는 56.8초를 기록해서 손쉽게 결승에 진출했다. 결승에서는 기록을 55.2초까지 단축하였으나 같은 미국 선수인 톰 버크의 54.2초를 넘을 수는 없었다. 결국 제미슨은 2위를 차지했다.